# Pe Ell (Washington)
Pe Ell est une ville américaine située dans le comté de Lewis, dans l'État de Washington. Selon le recensement de 2020, sa population est de 642 habitants.